# MediaNews
Die MediaNews Gruppe mit Sitz in Denver (USA) ist ein amerikanisches Verlagshaus, das 68 Tageszeitungen und mehr als 300 Zeitschriften in den Vereinigten Staaten herausgibt, darunter die Denver Post, die San Jose Mercury News, den Orange County Register, die St. Paul Pioneer Press und den Boston Herald. Durch Print und Online-Publikationen erreichen sie mehr als 60 Millionen Leser pro Monat.
2010 erklärte sich MediaNews insolvent und wurde vom Hedgefonds Alden Global Capital übernommen.
Gemessen an der Auflage war MediaNews der viertgrößte Zeitungsverlag in den Vereinigten Staaten. Das Unternehmen gehörte dem Unternehmer William Dean Singleton und gab 53 Tageszeitungen mit einer Gesamtauflage von ca. 2,7 Millionen Exemplaren heraus. Zu der Gruppe gehörten auch ein CBS-Sender in Anchorage, Alaska und Radiosender in Texas.
Die MediaNews Gruppe übernahm im Mai 2006 mit Unterstützung des Medienunternehmens Hearst Corporation für umgerechnet 800 Millionen Euro mehrere Zeitungen des zerschlagenen Medienunternehmens Knight Ridder.
2013 schlossen sich MediaNews Group und 21st Century Media zu Digital First Media zusammen.